# Mateusz Koziej
Mateusz Koziej (ur. 16 stycznia 1991) – polski lekarz, chirurg plastyk, doktor habilitowany nauk medycznych i nauk o zdrowiu. Wykładowca akademicki w Katedrze Anatomii Uniwersytetu Jagiellońskiego Collegium Medicum.

## Życiorys
Urodzony w Lublinie. Ukończył Liceum Ogólnokształcące nr III z Oddziałami Dwujęzycznymi im. Marii Skłodowskiej-Curie w Opolu (2007-2010) na profilu biologiczno-chemicznym.
W czasie nauki w liceum został finalistą XXXIX Olimpiady Biologicznej. Następnie podjął studia na kierunku lekarskim na Wydziale Lekarskim Uniwersytetu Medycznego Collegium Medicum w Krakowie, które ukończył w latach 2010-2016. Po studiach zakwalifikował się na rezydenturę w Klinice Chirurgii Plastycznej, Rekonstrukcyjnej i Estetycznej w Uniwersyteckim Szpitalu Klinicznym im. N. Barlickiego w Łodzi. W 2023 roku zdobył tytuł specjalisty chirurgii plastycznej po zdaniu Państwowego Egzaminu Specjalizacyjnego.

## Działalność naukowa i dydaktyczna
Po ukończeniu studiów w 2018 roku obronił z wyróżnieniem pracę doktorską pt. „Analiza wyników operacyjnego leczenia zespołu rowka nerwu łokciowego w oparciu o obiektywne i subiektywne metody oceny funkcji ręki” na Uniwersytecie Jagiellońskim Collegium Medicum.
W 2021 roku, na podstawie cyklu prac o zbiorczym tytule „Analiza zmienności przebiegu tętnic twarzy: implikacje dla operacji chirurgii plastycznej oraz bezpieczeństwa małoinwazyjnych zabiegów medycyny estetycznej”, uzyskał stopień doktora habilitowanego nauk medycznych i nauk o zdrowiu. W 2023 roku został profesorem uczelni na Uniwersytecie Jagiellońskim.
Publikował w czasopismach anatomicznych, takich jak: „Annals of Anatomy”, „Journal of Anatomy”, „Clinical Anatomy”, „Anatomical Science International”, a także w czasopismach chirurgii plastycznej, takich jak „Plastic and Reconstructive Surgery”, „Journal of Plastic, Reconstructive and Aesthetic Surgery” i „Aesthetic Surgery Journal”.
Jest członkiem Polskiego Towarzystwa Chirurgii Plastycznej, Rekonstrukcyjnej i Estetycznej.
Od 2019 roku, pełni funkcję opiekuna Studenckiego Koła Naukowego Anatomii Chirurgicznej.